# Campionati sudcoreani di ski cross 2023
I Campionati sudcoreani di ski cross 2023 si sono svolti al Wellihilli Parkipark il 22 febbraio. Il programma ha incluso sia la gara femminile che la gara maschile.
Trattandosi di competizioni valide anche ai fini del punteggio FIS, vi hanno partecipato anche sciatori di altre federazioni, senza che questo consentisse loro di concorrere al titolo nazionale sudcoreano.

## Risultati

### Uomini
| Pos. | Atleta        | Nazione       |
| ---- | ------------- | ------------- |
| 1    | Han San       | Corea del Sud |
| 2    | Kim Jihwan    | Corea del Sud |
| 3    | Ahn Hyunchang | Corea del Sud |
| 4    | Choi Kangmin  | Corea del Sud |

### Donne
| Pos. | Atleta      | Nazione       |
| ---- | ----------- | ------------- |
| 1    | Kim Yumin   | Corea del Sud |
| 2    | Kim Nagyung | Corea del Sud |